# Phillip Möckel
Phillip Möckel (* 3. Dezember 1821 in Bad Homburg vor der Höhe; † 5. Dezember 1894 ebenda) war ein Fabrikant und Hersteller des Homburg.

## Leben
Phillip Möckel war der Sohn des gleichnamigen Vaters. Der Vater, Phillip Möckel, gründete 1806 die Hutfabrik Ph. Möckel in Bad Homburg vor der Höhe. Der Sohn, Phillip Möckel übernahm das väterliche Unternehmen in der Dorotheenstraße 10 und baute die Firma aus. 1856 erwarb er die erste Dampfmaschine der Stadt (mit 2 PS Leistung!). Mit dem prominentesten Kunden, Prinz Eduard dem späteren englischen König, der am 29. August 1882 die Fabrik besuchte, gelang endgültig der Durchbruch des „Homburg“.
1883 wurde er Mitglied der Wiesbadener Handelskammer und war dann von 1884 bis 1894 Mitglied der Frankfurter Handelskammer. Daneben war er von 1882 bis 1887 Mitglied im Homburger Gemeinderat.